# Kádisíja
Guvernorát Kádisíja je jedním z 19 guvernorátů v Iráku. Jeho hlavním městem je Díváníja. Má rozlohu 8153 km² a v roce 2009 v něm žilo 1 121 800 obyvatel. Sousedí s guvernoráty Mutanná, Nadžaf, Bábil, Wásit a Dhíkár.